# Dobinga
Dobinga est un village de la région du Nord au Cameroun. Situé dans la commune de Rey-Bouba dans le département du Mayo-Rey, à proximité du réservoir de Lagdo, il fait partie du lamidat de Rey-Bouba.

## Population
Lors du recensement de 2005, le village comptait 3 334 habitants